# Alchemilla australiana
Alchemilla australiana é uma espécie de rosácea do gênero Alchemilla, pertencente à família Rosaceae.